# Ibn Abi Zamanine
Abou Abdallah Mohammed ibn Abdallah ibn Issa ibn Mohammed ibn Ibrahim al-Mourri al-Ilbiri (en arabe : أبو عبد الله محمد بن عبد الله بن عيسى بن محمد بن إبراهيم المري الإلبيري) plus connu sous le nom d'Ibn Abi Zamanine (en arabe : ابن أبي زمنين), est un juriste (faqîh), traditionniste (mouhaddith) et exégète (moufassir) andalou du IVe siècle du calendrier hégirien (Xe siècle du calendrier julien).

## Origines
Bien que Miguel Casiri considère qu'il soit né à Almería et José López Ortiz (es) à Cordoue, l'opinion communément admise est qu'il est né en 324 AH (936 du calendrier julien) à Elvira au sein d'une famille berbère dont les ancêtres venaient de Ténès. 
D'après le qadi Iyyad, il appartient à la tribu zénète des Nefzaoua, connu pour son implication dans la conquête musulmane de la péninsule Ibérique. 

## Formation
Il commence son apprentissage des sciences religieuses auprès de son père Abdallah et d'autres érudits (ouléma) de sa ville natale d'Elvira, avant de partir pour Pechina puis Cordoue, où il côtoie certaines des plus grandes sommités de son époque. 

## Travaux
Bien installé à Cordoue comme juriste (faqîh) malikite, il est l'auteur de plusieurs ouvrages religieux dont une douzaine nous sont parvenus. Parmi ces derniers on peut notamment citer le Livre des jugements choisis (Kitab mountakhab al-ahkam), l'Exegèse d'Ibn Abi Zamanine (tafsir Ibn Abi Zamanine (ar)) ou encore Oussoul as-Sounnah (ar). 
Dans ses travaux sur la croyance (aqidah), il développe des positions similaires à celle de l'imam Ahmad et de l'école atharite, notamment en ce qui concerne la nature de la parole divine.

## Élèves
Parmi ses disciples, on peut notamment citer Abou Ishaq al-Ilbiri (en), Abou Amr ad-Dani (de) et Abou Omar ibn al-Hadha (ar).